# Gerwasia rubi
Gerwasia rubi är en svampart som beskrevs av Racib. 1909. Gerwasia rubi ingår i släktet Gerwasia och familjen Phragmidiaceae.   Inga underarter finns listade i Catalogue of Life.